# Michele Liva
Michele Liva (Gemona del Friuli, 17 marzo 1989) è un ex saltatore con gli sci italiano.

## Biografia
Nato a Gemona del Friuli, apparteneva allo Sci Club Cai Monte Lussari di Tarvisio, suo paese d'origine. Ha gareggiato soltanto a livello juniores, aggiudicandosi nel 2006 il titolo nazionale di categoria.
In carriera non ha mai esordito in Coppa del Mondo; ha partecipato a tre edizioni dei Mondiali juniores (9° nella gara a squadre di Tarvisio 2007 il miglior risultato). Si è ritirato nel 2008.

## Palmarès

### Campionati italiani juniores
- 1 medaglia[senza fonte]:
  - 1 oro (nel 2006)[senza fonte]